# Comme je voudrai !
Albums de Gilles Servat
Touche pas à la Blanche Hermine
(1998) Sous le ciel de cuivre et d'eau
(2005)
Comme je voudrai ! est le dix-septième album studio de Gilles Servat, paru en 2000 chez Columbia.

## Description des chansons
Comme je voudrai ! est composée à Dublin pendant l'enregistrement. « Cette chanson s'adresse à tous ceux qui veulent encore une France monolingue. J'ai choisi des langues parlées dans les ruines de l'empire colonial. »
Où nous entraîne...  est écrite en 1999 alors qu’il attendait l’avion à Palerme. Dans l’aéroport, sur un journal abandonné, un gros titre : les avions de l’OTAN avait bombardé une colonne de gens qui fuyaient le Kosovo.
Er soudarded zo guisket é ru (« Les soldats sont vêtus de rouge ») est une chanson vannetaise qu'il a appris par Gweltaz ar Fur, qui parle d'un de ses parents mort à la guerre de 1870. « On peut penser que la terre qui se mouille sous les larmes des Bretons est celle de Conlie où l'armée bretonne resta inemployée, à pourrir dans la boue. Il est question ici d'un "intersigne" annonçant la mort d'un parent parti loin. »
To Scots Friends est une lettre écrite à des amis écossais, à Dingwall, après leur victoire au référendum, en 1997, qui a doté l’Écosse d’une large autonomie.
Erika, Erika est écrite après la catastrophe de l’Erika en décembre 1999.
Au bord du lac Pontchartrain est une adaptation de la chanson traditionnelle The Lakes of Ponchartrain très connue en Irlande.
On Raglan Road (« Dans Raglan Road ») est une chanson qu'il a appris en Irlande, où les hommes la chantent dans les repas et autres occasions.
Ar plac'h a garan me (« La fille que j'aime ») est un chant écrit en vannetais, traditionnel dans sa forme et dans l'esprit selon le chanteur, c'est-à-dire actuel : « croire qu'une chose n'est plus actuelle parce qu'elle est ancienne est une erreur. »
Sur la terre enterrée la route... est une chanson de Gilles Servat qui raconte les sensations ressenties par l'artiste sur les routes : « un faucon en vol arrêté au-dessus d'un talus couvert de marguerites a déclenché l'écriture de ce texte qui résume beaucoup d'impressions accumulées au cours des tournées et s'achève à Roscoff sur un espoir de liberté absolue, fût-ce au prix de la vie. »
Tregont blé zo (« Il y a trente ans ») est un regard en arrière porté par l'artiste sur l'avancée bretonne, « la honte accrochée aux épaules de ceux à qui on a fait croire que leur langue et leur musique n'étaient qu'une sous-culture. Excuse colonialiste, honte du colonisé. » Il introduit son propos par une citation : « Il n'est pas nécessaire d'espérer pour entreprendre, ni de vaincre pour persévérer. »
Blanche et Bleue est écrite pour une pièce de théâtre de Jean-Pierre Le Bris 35 rue Montaudon créée à Libourne en 1999.
Marv eo ma mestrez (« Morte est ma bien-aimée ») est une gwerz, « une très belle chanson que j'ai entendu chantée la première fois par Alan Stivell. Je la chante souvent, a cappella, dans les endroits les plus bruyants. Sa beauté amène le silence, comme dans ce pub de Dublin, un soir pendant l'enregistrement. Sauf le respect dû à Beethoven, cette mélodie traditionnelle est aussi belle que celle de "La Lettre à Elise" et l'émotion qu'elle porte est tout aussi universelle. »

## Titres de l'album
1. Comme Je Voudrai ![3] (Gilles Servat / Nicolas Quémener) - 2:29
2. Où Nous Entraine... (Gilles Servat) - 5:02
3. Er Soudarded Zo Guisket e Ru (Traditionnel / Nicolas Quémener) - 4:50
4. To Scots Friends (Gilles Servat) - 4:18
5. Erika, Erika (Gilles Servat)  - 3:41
6. Au Bord Du Lac Ponchartrain (Traditionnel / Gilles Servat) - 4:29
7. On Raglan Road (Patrick Kavanagh / Traditionnel) - 4:20
8. Ar Plac'h A Garan Me (Gilles Servat)  - 4:13
9. Sur La Terre Enterrée La Route… (Gilles Servat) - 6:11
10. Tregont Vlé Zo (Gilles Servat)   - 3:14
11. Blanche Et Bleue (Gilles Servat) - 2:33
12. Marv eo ma mestrez (Traditionnel) - 4:14

## Musiciens
- Eoghan O'Neil, basse
- Ray Fean, batterie

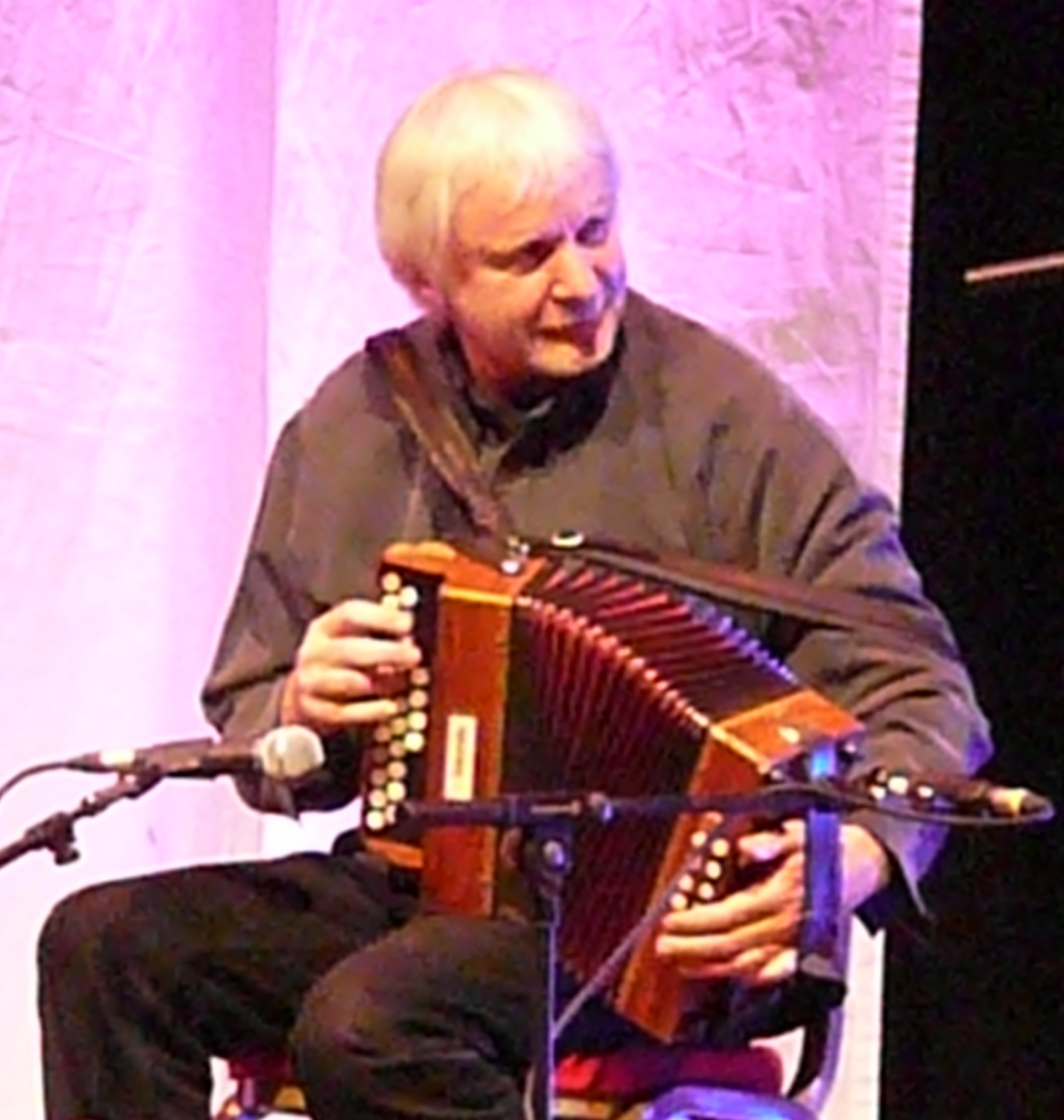
Máirtín O'Connor

- Rod Mc Vey, claviers, piano, orgue hammond, accordéon chromatique
- Anto Drennan, guitare électrique
- Máirtín O'Connor, accordéon diatonique

- Nollaig Casey, fiddle

- Des Moore, guitare acoustique

- Nicolas Quémener, guitare acoustique, flûte, chœurs
- Ronan Le Bars, uilleann pipes, low whistle
- Stéphane Sotin, percussions
- Kieran Hanrahan, banjo, mandoline
- André Le Meut, bombarde, lombarde, biniou koz
- Jean-Michel Mahevas, cornemuse écossaise
- Christophe Mahevas, bombarde
- Irish Film Orchestra dirigé par Rod Mc Vey, premier violon, Alan Smale

## Enregistrement
Enregistré et mixé à Windmill Lane Recording studios – Dublin
Arrangements : Eoghan O'Neil, Brian Masterson, Nicolas Quémener, Rod Mc Vey, Ray Fean